# Prawo Unii Europejskiej
Prawo Unii Europejskiej – zbiór aktów składających się na system prawny Unii Europejskiej. Całość dorobku prawnego Unii Europejskiej, łącznie np. z orzeczeniami TSUE, nosi nazwę acquis. Przed Traktatem z Lizbony znaczna część uregulowań wymienionych w niniejszym artykule występowała pod nazwą prawo wspólnotowe. Wraz z wejściem w życie Traktatu, z dniem 30 listopada 2009 roku Wspólnota Europejska (a wraz z nią prawo wspólnotowe jako odrębna kategoria) przestała istnieć, a jej spadkobiercą prawnym została Unia Europejska.

## Źródła prawa Unii Europejskiej
Podstawowym podziałem prawa UE jest podział na prawo pierwotne – stanowione przez państwa członkowskie jako część prawa międzynarodowego oraz prawo wtórne – stanowione przez instytucje Unii. W razie konfliktu norm prawnych z zakresu prawa pierwotnego i prawa wtórnego, pierwszeństwo przysługuje prawu pierwotnemu. Nie jest to jednak podział wyczerpujący – obejmuje on bowiem również: umowy międzynarodowe, których stroną jest UE, ogólne zasady prawa i prawo zwyczajowe.

### Prawo pierwotne
Na prawo pierwotne składają się traktaty zawierane przez Państwa członkowskie – z prawnego punktu widzenia są to zwyczajne umowy międzynarodowe, jednakże jedynie początkowo zawierane w sposób uregulowany Konwencją wiedeńską o prawie traktatów. Obecnie tryb zmiany traktatów opisany jest w artykule 48 Traktatu o Unii Europejskiej.
Lista aktów prawa pierwotnego (akty zaznaczone na szaro jeszcze nie obowiązują lub już przestały):
- traktaty założycielskie Wspólnot Europejskich i Unii Europejskiej
  - Traktat paryski z 1951 r. (obowiązywał w latach 1952–2002)
    - Traktat ustanawiający Europejską Wspólnotę Węgla i Stali

  - Traktaty rzymskie z 1957 r. (weszły w życie w 1958 r.)
    - Traktat ustanawiający Europejską Wspólnotę Gospodarczą
    - Traktat ustanawiający Europejską Wspólnotę Energii Atomowej

  - Traktat z Maastricht z 1992 r. (wszedł w życie w 1993 r.)
  - Konstytucja dla Europy z 2004 r. (nie weszła w życie)
- umowy zawarte między państwami członkowskimi zmieniające i uzupełniające traktaty założycielskie (traktaty rewizyjne)
  - Konwencja o niektórych instytucjach wspólnych dla EWG i EWEA z 1957 r. (weszła w życie w 1958 r.)
  - Protokół dotyczący Antyli Holenderskich (z 1978 r.)
  - Traktat fuzyjny z 1965 r. (wszedł w życie w 1967 r.)
  - Luksemburski traktat budżetowy z 1970 r.
  - Brukselski traktat budżetowy z 1975 r.
  - Traktat zmieniający niektóre postanowienia Protokołu w sprawie Statutu EBI z 1975 r.
  - Traktat grenlandzki z 1984 r.
  - Jednolity akt europejski z 1986 r. (wszedł w życie w 1987 r.)
  - Traktat amsterdamski z 1997 r. (wszedł w życie w 1999 r.)
  - Traktat nicejski z 2001 r. (wszedł w życie w 2003 r.)
  - Traktat lizboński z 2007 r. (wszedł w życie 1 grudnia 2009 r.)
- traktaty akcesyjne
  - Traktat o przystąpieniu Danii, Irlandii i Wielkiej Brytanii z 1972 r. (wszedł w życie w 1973 r.)
  - Traktat o przystąpieniu Grecji z 1979 r. (wszedł w życie w 1981 r.)
  - Traktat o przystąpieniu Hiszpanii i Portugalii z 1985 r. (wszedł w życie w 1986 r.)
  - Traktat o przystąpieniu Austrii, Finlandii i Szwecji z 1994 r. (wszedł w życie w 1995 r.)
  - Traktat ateński z 2003 r. – o przystąpieniu Cypru, Czech, Estonii, Litwy, Łotwy, Malty, Polski, Słowacji, Słowenii i Węgier (wszedł w życie w 2004 r.)
  - Traktat o przystąpieniu Bułgarii i Rumunii z 2005 r. (wszedł w życie 1 stycznia 2007)
- postanowienia Rady, gdy jej członkowie działają jako przedstawiciele państw członkowskich
  - Akt dotyczący wyboru przedstawicieli Parlamentu Europejskiego w drodze powszechnych wyborów bezpośrednich z 1976 r.
  - inne

Częścią prawa pierwotnego są również załączniki (w formie protokołów) dołączone do wyżej wymienionych umów, ogólne zasady prawa oraz Karta praw podstawowych Unii Europejskiej.

### Prawo wtórne
Prawo wtórne (nazywane często pochodnym) znajduje swoje umocowanie przede wszystkim w art. 288 Traktatu z Lizbony, dawny art. 249 TWE.
Prawo wtórne jest tworzone przez instytucje Unii na podstawie prawa pierwotnego. Składa się ono z ogromnej liczby aktów prawnych o różnorodnej postaci. Warto zwrócić uwagę, że choć analogie pomiędzy typami aktów prawnych a aktami prawa krajowego są wyraźne, mogą jednak prowadzić do błędów. Nie zawsze bowiem nazwa aktu odpowiada jego faktycznej zawartości – przyjmowane są np. rozporządzenia o faktycznym charakterze decyzji (i odwrotnie).
Wyróżnia się (na podstawie treści art. 288) pięć kategorii aktów prawnych.

#### Rozporządzenia
Rozporządzenia swoim charakterem zbliżone są do ustaw polskiego porządku prawnego, pełnią rolę ujednolicającą przepisy prawa w krajach wspólnotowych UE, mają charakter wiążący, zasięg ogólny (adresatami mogą być zarówno państwa, jak i jednostki) oraz abstrakcyjny (dotyczą nieokreślonej liczby przypadków / sytuacji). Podlegają ogłoszeniu w Dzienniku Urzędowym UE. Każde rozporządzenie wchodzi w życie w terminie w nim zawartym. Obowiązują bezpośrednio, to znaczy, że nie wymagana jest dodatkowo transpozycja zawartego w rozporządzeniach prawa do krajowych porządków prawnych ani inne dodatkowe działanie legislacyjne. W praktyce do rozporządzeń dodawane są również akty wykonawcze. Władze krajowe mają obowiązek uchylenia wszelkich przepisów niezgodnych z treścią rozporządzenia oraz zakaz wydawania aktów prawnych niezgodnych z jego treścią. Dodatkowo państwa członkowskie nie posiadają żadnej swobody regulacyjnej w ramach wprowadzania / wykonywania postanowień zawartych w rozporządzeniu. Artykuł 296 akapit 2 Traktatu o Funkcjonowaniu UE nakazuje uzasadniać rozporządzenia.
Publikacja w Dzienniku Urzędowym UE
Zgodnie z art. 297 pkt. 1 akapit drugi oraz pkt. 2 akapit drugi Traktatu o Funkcjonowaniu Unii Europejskiej, rozporządzenie musi być opublikowane w Dzienniku Urzędowym Unii Europejskiej. Wchodzi w życie z dniem określonym w rozporządzeniu bądź dwadzieścia dni po jego ogłoszeniu (jeśli w rozporządzeniu nie zawarto daty wejścia w życie).
W 2007 roku Trybunał Sprawiedliwości Unii Europejskiej wypowiedział się w kwestii mocy obowiązującej przepisów rozporządzenia przed jego publikacją w oficjalnym Dzienniku Urzędowym UE, a po opublikowaniu treści rozporządzenia na stronie internetowej Eur-Lex. Trybunał, w sprawie Skoma-Lux sro vs. Celní ředitelství Olomouc, C-161/06, wyrokiem z dnia 11 grudnia 2007 r. stwierdził, że opublikowanie treści aktu prawnego w internecie nie jest równoznaczne z tym, że przepisy takiego aktu prawnego uzyskują moc obowiązującą. Czyli możliwość zapoznania się z treścią aktu nie czyni go jeszcze wiążącym. Tak więc akty prawne mogą nabrać mocy obowiązującej dopiero po ich publikacji w Dzienniku Urzędowym UE w języku urzędowym danego państwa. W przypadku braku takiej publikacji nie obowiązują.
Bezpośrednie obowiązywanie rozporządzenia i wykonanie rozporządzenia
Bezpośrednia skuteczność oznacza, że wejście w życie rozporządzenia i stosowanie na korzyść lub niekorzyść tych, którzy mu podlegają, jest całkowicie niezależne od prawa danego państwa członkowskiego. Zgodnie z orzeczeniem w sprawie 34/73 F. Variola SpA v. Włoski Zarząd Finansów (Zbiór Orzeczeń 1973, s. 981) „postanowienia prawa krajowego reprodukujące treść bezpośrednio skutecznego postanowienia wspólnotowego nie mogą w żaden sposób wpływać na bezpośrednią skuteczność lub jurysdykcję Trybunału wynikającą z Traktatu”. Ponadto w orzeczeniu tym stwierdzono, że prawo krajowe nie może uchylać postanowień rozporządzenia. Zgodnie z wyrokiem w sprawie 40/69 Bollman państwo członkowskie nie może podejmować takich kroków w celu wykonania rozporządzenia, które doprowadziłyby do zmiany jego treści.

#### Dyrektywy
Dyrektywy mają charakter wiążący, zaś adresatami mogą być wyłącznie państwa członkowskie UE. Wiążą wyłącznie co do rezultatu, a państwo członkowskie ma co do zasady swobodę wyboru formy i środków implementacji danej dyrektywy. Dyrektywy podlegają ogłoszeniu w Dzienniku Urzędowym UE. Okres transpozycji podany jest każdorazowo w treści dyrektywy – na ogół wynosi od roku do 3 lat. W tym czasie państwa są zobowiązane do dostosowania prawa krajowego do założeń i postanowień dyrektywy. Transpozycja następuje poprzez przyjęcie przez odpowiednie organy prawodawcze danego państwa odpowiedniego aktu prawnego, powszechnie obowiązującego (w polskim porządku prawnym rolę taką pełni ustawa). Obowiązek transpozycji dyrektywy jest jednym z podstawowych obowiązków ciążących na państwach członkowskich, w świetle art. 4 TUE, który ustanawia tzw. zasadę lojalności. Monitorem poprawnego transponowania oraz późniejszego przestrzegania praw zawartych w dyrektywach jest Komisja Europejska. Naruszenie zobowiązania pełnej i terminowej transpozycji dyrektywy może być podstawą wniesienia przez Komisję lub państwo członkowskie skargi do TSUE o stwierdzenie uchybienia zobowiązaniom wspólnotowym. Wynikiem tego może być narzucona na dane państwo – naruszyciela, sankcji finansowych lub możliwość wystąpienia z postępowaniem roszczeniowym przeciwko własnemu państwu przez osobę fizyczną lub osobę prawną (odpowiedzialność odszkodowawcza). Funkcją dyrektyw nie jest ujednolicanie krajowych porządków prawnych państw członkowskich, lecz ich harmonizowanie.

#### Decyzje
Decyzje Unii Europejskiej swoim charakterem odpowiadają decyzjom wydawanym w polskim porządku prawnym. Decyzje mają charakter indywidualny i konkretny co oznacza, że każda z nich jest skierowana do ściśle określonego grona adresatów i dotyczą ściśle określonych spraw czy sytuacji. Adresatami decyzji są przede wszystkim państwa członkowskie lub osoby prawne lub fizyczne, dla których mają one charakter wiążący. Jeżeli decyzja jest adresowana do wszystkich państw członkowskich, wówczas podlega publikacji w Dzienniku Urzędowym UE, jeżeli zaś skierowana jest do mniejszej liczby adresatów – podlega notyfikacji adresatom, do których jest skierowana.

#### Opinie
Nie mają mocy wiążącej, zawierają określone oceny, często stosowane w postępowaniu między instytucjami i organami wspólnot

#### Zalecenia
Nie mają mocy wiążącej, sugerują podjęcie określonych działań.
Rozporządzenia, dyrektywy i decyzje są wydawane przez Radę Unii Europejskiej przy współudziale Parlamentu Europejskiego (procedury współpracy i współdecydowania). Wyłączna inicjatywa ustawodawcza w tym zakresie przysługuje Komisji Europejskiej (wyjątkiem jest prawo Parlamentu do opracowania projektu jednolitej ordynacji wyborczej do PE).

Szczególny rodzaj rozporządzeń, tzw. rozporządzenia wykonawcze, są wydawane przez Komisję Europejską. W hierarchii aktów prawnych stoją one niżej od zwykłych rozporządzeń, mogą je jednak zmieniać, jeśli w rozporządzeniu na podstawie którego zostało wydane rozporządzenie wykonawcze zapisano taką możliwość.

Opinie i zalecenia może wydawać każdy z organów unijnych.
Oprócz wyżej wymienionych aktów prawnych istnieje też wiele rodzajów aktów nienazwanych w traktatach, lecz mogących mieć niekiedy moc wiążącą. Są one nazywane aktami sui generis. Noszą one rozmaite nazwy: oświadczenie, deklaracja, program działania, protokół, rezolucja, konkluzje, wnioski, wspólne działanie, komunikat, obwieszczenie.

### Inne źródła prawa
Niektóre ze źródeł prawa wspólnotowego nasuwają wątpliwości co do ich przynależności do prawa pierwotnego czy wtórnego:
- umowy międzynarodowe zawarte przez Unię z państwami trzecimi i innymi organizacjami międzynarodowymi;
należą tu m.in. traktaty stowarzyszeniowe (w tym Układ europejski z Polską), układ o Europejskim Obszarze Gospodarczym czy układ powołujący Światową Organizację Handlu.
- ogólne zasady prawa:
  - ogólne zasady wspólne dla wszystkich systemów prawnych państw członkowskich;
  - ogólne zasady prawa międzynarodowego;
  - prawa i wolności fundamentalne – obecnie zapisane są w Karcie praw podstawowych niemającej jeszcze mocy wiążącej w znaczeniu prawa pierwotnego.
- prawo zwyczajowe:
  - z uwagi na skromną praktykę, rola zwyczaju w prawie Unii jest mniejsza niż w prawie międzynarodowym publicznym;
  - przykładem normy prawa zwyczajowego jest możliwość reprezentowania państwa w Radzie przez sekretarzy stanu i członków COREPER – wbrew brzmieniu art. 16 ust. 2 TUE.

## Publikacja aktów prawnych
Większość aktów normatywnych prawa wspólnotowego jest publikowana w Dzienniku Urzędowym Unii Europejskiej (do 2003 r. nosił on nazwę Dziennik Urzędowy Wspólnot Europejskich). Jest on wydawany we wszystkich językach oficjalnych UE; każda z wersji językowych jest jednakowo autentyczna.

## Podstawowe zasady wspólnotowego systemu prawnego i ich pochodzenie
- Zasada pierwszeństwa prawa wspólnotowego
- Zasada bezpośredniego stosowania prawa wspólnotowego
- Zasada bezpośredniej skuteczności prawa wspólnotowego
- Zasada jednolitości
- Zasada subsydiarności
- Zasada proporcjonalności
- Zasada równowagi kompetencyjnej
- Zasada autonomii prawa wspólnotowego
- Zasada solidarności (Unia Europejska)
- Zasada wykładni prawa krajowego zgodnie z prawem wspólnotowym
- Zasada odpowiedzialności odszkodowawczej państw członkowskich wobec jednostek za naruszenie prawa wspólnotowego
- Zasady acte claire i acte eclaire

W większości przypadku zasady te stwierdzane są przez Trybunał Sprawiedliwości Unii Europejskiej (TSUE) w toku jego pracy orzeczniczej i nie są bezpośrednio zapisane w prawie pierwotnym.
- Polski Urząd Komitetu Integracji Europejskiej w objaśnieniach fundamentów współpracy i rozwoju Unii Europejskiej wymienia też główne zasady przyświecające tym celom:... zasadę subsydiarności, zasadę jednolitych ram instytucjonalnych, zasadę oparcia UE na zasadach wolności, demokracji, poszanowania praw człowieka i podstawowych wolności oraz rządów prawa, zasadę poszanowania tożsamości narodowej państw członkowskich[1].

## Procedury stanowienia prawa

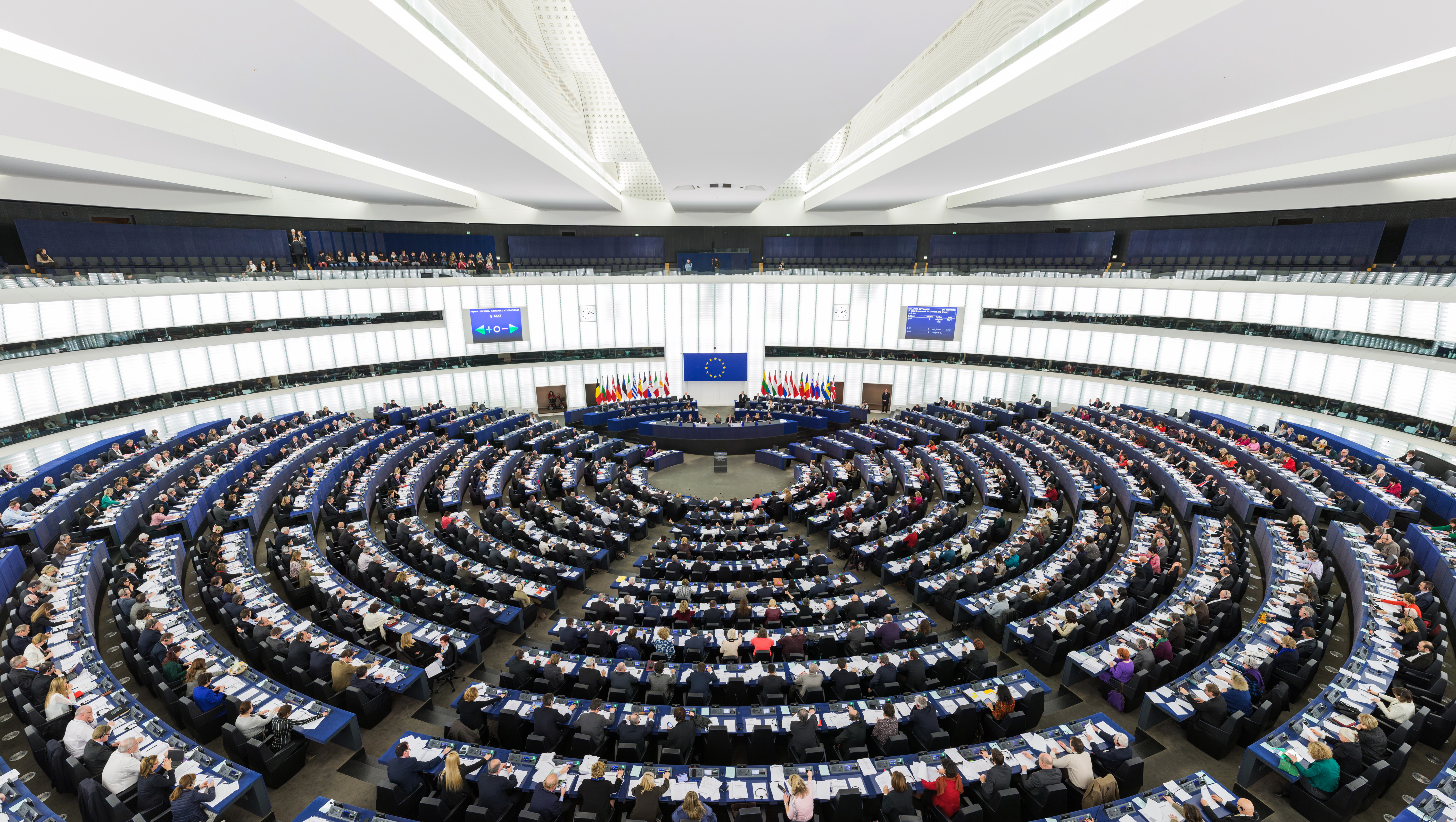
Sala obrad Parlamentu Europejskiego w Strasburgu

Inicjatywę ustawodawczą ma co do zasady Komisja Europejska. Rolę prawodawczą pełnią zasadniczo Parlament Europejski i Rada Unii Europejskiej. Zakres ich roli zależy jednak od stosowanej procedury prawodawczej.
- Zwykła procedura ustawodawcza. Procedura, która zakłada równorzędne współdziałanie Rady i Parlamentu.

- Specjalna procedura ustawodawcza. Zbiorcza nazwa na procedury opisane w różnych miejscach traktatu. Rola Parlamentu Europejskiego jest w nich znacząco (choć w zależności od konkretnego przepisu w różnym stopniu) ograniczona, a zasadniczym prawodawcą jest w nich Rada.

## Podział prawa Unii Europejskiej ze względu na treść

### Prawo instytucjonalne
Na prawo instytucjonalne składa się całokształt regulacji zawartych w aktach prawa zarówno pierwotnego, jak i pochodnego, które określają strukturę, kompetencje oraz wzajemne relacje instytucji i organów Unii Europejskiej, takich jak Parlament Europejski, Rada Europejska czy Trybunał Sprawiedliwości. Stanowi odpowiednik ustrojowych części ustaw zasadniczych.

### Prawo materialne
Na prawo materialne Unii Europejskiej składa się zbiór pozainstytucjonalnych norm prawnych regulujących stosunki między państwami członkowskimi, między państwami członkowskimi a podmiotami prywatnymi oraz między podmiotami prawnymi. Akty prawa materialnego uchwalane są w dziedzinach, w których traktaty przyznały odpowiednie kompetencje Unii. Akty prawa materialnego nakierowane są przede wszystkim na zbliżenie gospodarek państw członkowskich, dotyczą przykładowo reguł konkurencji i czterech swobód:
- swobody przepływu towarów
- swobody przepływu usług
- swobody przepływu osób
- swobody przepływu kapitału